# 安德烈·丹科
安德烈·丹科（1974年8月12日—）是一位斯洛伐克律師和政治家。自2016年開始，他是斯洛伐克國會的議長，並且自2012年開始他也擔任斯洛伐克民族黨的黨首。他畢業於布拉迪斯拉發夸美紐斯大學法學院。2016年3月23日，他當選斯洛伐克國會議長。丹科可以流利的使用俄語和德語。